# Bystadsjön
Bystadsjön är en sjö i Ulricehamns kommun i Västergötland och ingår i Ätrans huvudavrinningsområde. Sjön är 10,4 meter djup, har en yta på 2,41 kvadratkilometer och är belägen 190 meter över havet. Sjön avvattnas av vattendraget Åsarpsån (Getavadån).

## Delavrinningsområde
Bystadsjön ingår i det delavrinningsområde (639366-135836) som SMHI kallar för Utloppet av Bystadsjön. Avrinningsområdets medelhöjd är 209 meter över havet och ytan är 11,93 kvadratkilometer. Räknas de 3 avrinningsområdena uppströms in blir den ackumulerade arean 43,94 kvadratkilometer. Åsarpsån (Getavadån) som avvattnar avrinningsområdet har biflödesordning 4, vilket innebär att vattnet flödar genom totalt 4 vattendrag innan det når havet efter 145 kilometer. Avrinningsområdet består mestadels av skog (46 procent), öppen mark (11 procent) och jordbruk (22 procent). Avrinningsområdet har 2,4 kvadratkilometer vattenytor vilket ger det en sjöprocent på 20,1 procent. Bebyggelsen i området täcker en yta av 0,07 kvadratkilometer eller 1 procent av avrinningsområdet.